# Jean Bourgoin

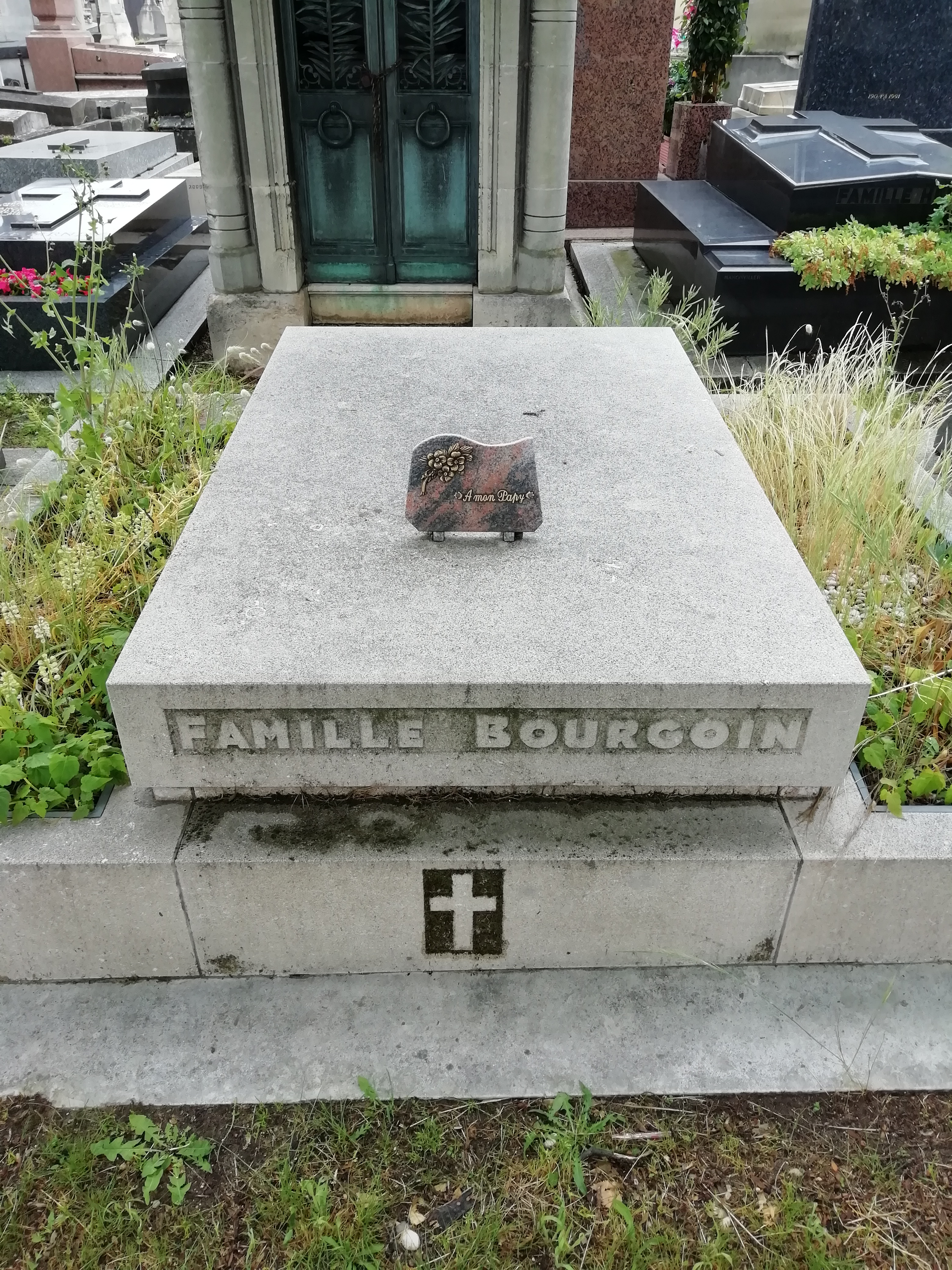
Familiengrab von Jean Bourgoin auf dem Friedhof Montparnasse

Jean-Serge Yves Bourgoin (* 4. März 1913 in Paris; † 3. September 1991 ebenda) war ein französischer Kameramann.

## Leben
Bourgoin besuchte die École de photographie in Paris und wurde danach Assistent bei Jean Isnard, Jules Kruger, Jean Bachelet und Christian Matras. In den 1930er Jahren wirkte er bei verschiedenen Filmen von Jean Renoir mit. So beispielsweise bei Eine Landpartie als Assistent von Claude Renoir oder bei Die große Illusion als Assistent von Matras.
Während des Zweiten Weltkriegs arbeitete er kaum als Kameramann und organisierte den Widerstand der französischen Kameraleute. Nach dem Krieg arbeitete er mit Yves Allégret an mehreren Filmen und danach mit André Cayatte an dessen Justiztrilogie bestehend aus Schwurgericht, Wir sind alle Mörder und Die schwarze Akte. Es folgte eine Zusammenarbeit mit Orson Welles. Für Jacques Tatis ersten Farbfilm, Mein Onkel, entwickelte er zusammen mit dem Regisseur eine eigene Farbdramaturgie. Das moderne Stadtviertel wurde in schrillen Farben gezeigt und das Viertel des Protagonisten Monsieur Hulot in erdigen und warmen Farbtönen.
Für den aufwändig inszenierten Kriegsfilm Der längste Tag der Regisseure Ken Annakin, Andrew Marton und Bernhard Wicki aus dem Jahr 1962 wurden er und Walter Wottitz engagiert. Beide erhielten für ihre Arbeit bei der Oscarverleihung 1963 den Filmpreis in der Kategorie Beste Kamera (schwarzweiß). Nach weiteren amerikanischen Filmproduktionen wirkte er noch bei einer Germinal-Verfilmung mit und zog sich nach den darauf folgenden Filmen 1972 aus dem Filmgeschäft zurück.

## Filmografie (Auswahl)
- 1936: Eine Landpartie (Une partie de campagne)
- 1937: Die große Illusion (La grande illusion)
- 1943: Eine fatale Familie (Goupi Mains Rouges)
- 1948: Die Schenke zum Vollmond (Dédée d’Anvers)
- 1949: Eine Frau im Sattel (Manèges)
- 1949: Die Hafenbar von Marseille (Hans le marin)
- 1950: Schwurgericht (Justice est faite)
- 1952: Schmuggler am Werk (La maison dans la d’une)
- 1952: Wir sind alle Mörder (Nous sommes tous des assassins)
- 1953: Vor der Sintflut (Avant le déluge)
- 1955: Herr Satan persönlich (Mr. Arkadin)
- 1955: Die schwarze Akte (Le Dossier noir)
- 1955: Sie zerbrachen nicht (Les Chiffonniers d'Emmaüs)
- 1956: Schrei des Gewissens (Les assassins de dimanche)
- 1957: Das Geheimnis der drei Dschunken (La rivière des trois jonques)
- 1957: Des Königs bester Mann (La Tour, prends garde)
- 1958: Mein Onkel (Mon oncle)
- 1958: Goha
- 1959: Orfeu Negro
- 1959: Ein Mädchen für einen Sommer (Une fille pour l‘été)
- 1959: Ein Degen und drei Spitzenhöschen (Le tre eccetera del colonnello)
- 1962: Verrat auf Befehl (The Counterfeit Traitor)
- 1962: Gigot, der Stumme vom Montmartre (Gigot)
- 1962: Der längste Tag (The Longest Day)
- 1963: Chagall
- 1965: Samstags nie (Pas question le samedi)
- 1968: Schußfahrt nach San Remo (Les Cracks)
- 1970: Die Geliebte des Anderen (Qui?)